# فرویا (تروندلاگ)

فرویا، در محدوده استان تروندلاگ

فرویا، (به انگلیسی: Frøya, Trøndelag) یک شهرداری در استان تروندلاگ در کشور نروژ است. شهرداری فرویا، در دریا در سمت غرب ورودی تروندهایم فیوردن واقع شده‌است. این شهرداری، شامل جزیره اصلی فرویا، با مساحت ۱۵۲ کیلومتر مربع و هزاران جزیرهٔ کوچک؛ و صخره‌های بزرگ جزیره مانند به نام هُلم می‌شود.
مساحت کل محدودهٔ شهرداری فرویا، ۲۴۱ کیلومتر مربع است. جمعیت اهالی شهرداری، ۵۰۶۸ نفر برآورد شده‌است. بلندترین نقطه، در شهرداری فرویا، ۷۶ متر بالاتر از سطح دریا قرار دارد. مرکز اداری این محدوده شهرداری و یا، اتحادیهٔ شهرها و روستاهای فرویا، شهرک سیستراندا، نام دارد.